# Kanton Dampierre-sur-Salon
Kanton Dampierre-sur-Salon (francouzsky Canton de Dampierre-sur-Salon) je francouzský kanton v departementu Haute-Saône v regionu Franche-Comté. Tvoří ho 29 obcí.

## Obce kantonu
- Achey
- Autet
- Brotte-lès-Ray
- Confracourt
- Dampierre-sur-Salon
- Delain
- Denèvre
- Fédry
- Ferrières-lès-Ray
- Fleurey-lès-Lavoncourt
- Francourt
- Grandecourt
- Lavoncourt
- Membrey
- Montot
- Mont-Saint-Léger
- Ray-sur-Saône
- Recologne
- Renaucourt
- Roche-et-Raucourt
- Savoyeux
- Theuley
- Tincey-et-Pontrebeau
- Vaite
- Vanne
- Vauconcourt-Nervezain
- Vereux
- Villers-Vaudey
- Volon